# Sammael
Sammael is een van de dertien verzakers, of zoals zij zich noemen; uitverkorenen, uit de boekencyclus Rad des Tijds van Robert Jordan.
Voordat Sammael overliep naar de schaduw, ging hij door het leven als Tel Janin Aellinsar. Aellinsar was in de Eeuw der Legenden een wereldberoemde sportman, die in diverse sporten op hoog niveau acteerde.
Toen de Duistere uitbrak en de oorlog tussen de schaduw en men gedwongen werd te vechten tegen de Duistere, kwam een andere kwaliteit van Aellinsar aan het licht: hij bleek een briljante strateeg te zijn en klom snel op tot een van de belangrijkste generaals van Lews Therin Thelamon, een goede vriend van hem. De kwaliteiten van Aellinsar lagen vooral in de verdediging; iets waar legers die tegen de schaduw streden altijd mee te maken hadden.
Gaandeweg zag Aellinsar enerzijds in dat een overwinning van de schaduw slechts een kwestie van tijd was en hij liep over naar de kant van de Duistere. Anderzijds was Aellinsar verbolgen over het feit dat Lews Therin het oppercommando van de strijdkrachten kreeg toebedeeld; Hij vond zichzelf een veel betere strateeg dan zijn voormalige vriend. In Shayol Ghul zwoer Aellinsar zich aan de kant van de schaduw.
Onder de naam Sammael (dat betekent in de Oude Spraak 'Vernietiger van Hoop') voerde hij diverse legers van de schaduw aan. Gebieden die door hem veroverd werden, hadden zwaar te lijden onder zijn heerschappij; met een onverschillige wreedheid exploiteerde hij de gebieden en de mensen. Krijgsgevangenen werden standaard aan Trolloks gevoerd en burgers kwamen om van hongersnood.
Het opvallendste uiterlijk kenmerk van Sammael is een rondlopend litteken op zijn hoofd, dat een gevolg is van de kerkering in Shayol Ghul. Het laatste wat van Sammael bekend is, is dat hij onder de naam van Heer Brend Illian regeerde en dat hij in Shadar Logoth verslagen werd door Rhand Altor.